# Binding-Brauerei
De Binding-Brauerei AG is een Duitse brouwerij in Frankfurt am Main.

## Geschiedenis
De oprichter, Conrad Binding, was een kuiper en bierbrouwer die in 1870 een kleine brouwerij in de oude binnenstad van Frankfurt verwierf, die hij in 1881 naar Sachsenhäuser Berg verhuisde. Hij bouwde daar een nieuwe moderne brouwerij en in 1884 werd de firma omgevormd tot een naamloze vennootschap (Aktiengesellschaft).
Nadat in 1919 de Actien-Brauerei Homburg v. d. Höhe werd toegevoegd aan de Binding-Brauerei, fuseerde deze in 1921 met de Hofbierbrauerei Schöfferhof uit Mainz en de Frankfurter Bürgerbrauerei tot de Schöfferhof-Binding Bürgerbräu AG. De brouwerij werd tijdens de Tweede Wereldoorlog voor 70% verwoest tijdens een luchtaanval.
Vanaf 1953 behoorde de brouwerij tot de divisie voor bier en frisdranken van de Oetker-Groep. Eind jaren 1950 werd in Frankfurt een nieuwe brouwzaal gebouwd met vijf grote koperen ketels, duidelijk zichtbaar achter grote glazen ramen en tot op vandaag nog steeds het meest opvallende onderdeel van de brouwerij. De brouwerij is de grootste brouwerij in Hessen en biedt werk aan circa 500 mensen op een bedrijfsterrein van ongeveer 56.000 m² in Frankfurt.
Tot 1985 was er tegenover de brouwerij aan de overkant van de straat de Binding-mouterij, waar tot de jaren zeventig de eigen mout geproduceerd werd. Het grote bakstenen gebouw werd grotendeels gebouwd in de 19e eeuw en uitgebreid tijdens de jaren 50.
Naar aanleiding van het 125-jarig bestaan van de brouwerij werd in 1995 de Binding-Kulturstiftung opgericht die sinds 1996 de Binding-Kulturpreis uitreikt.

### Radeberger Gruppe
In 2001 werden het merk en de distributierechten van de naburige Henninger-brouwerij overgenomen. In 2002 werd de naam van de Binding-Gruppe gewijzigd in Radeberger Gruppe, die grote brouwerijen zoals de Radeberger Exportbierbrauerei en de Berliner-Kindl-Brauerei omvat. Met een productie van circa 13 miljoen hectoliter (2017) is het de grootste brouwerij in Duitsland.
In de jaren 2008 en 2009 werd in de media herhaaldelijk gespeculeerd over de verplaatsing van de hoofdzetel naar Bad Vilbel maar deze bevindt zich heden ten dage nog steeds in Frankfurt.

## Overgenomen brouwerijen
Vanaf de jaren zestig groeide de brouwerijgroep in Rijnland-Palts, Hessen en Nordbaden snel. Veel brouwerijen, waarvan sommige in grote economische problemen, werden overgenomen en in de meeste gevallen meteen gesloten. Twee van de huidige merknamen (Schöfferhofer, Clausthaler) komen van deze overgenomen brouwerijen. De laatste overname dateerde van 2001/2002 met de overname van de andere grote brouwerij in Frankfurt, de naburige Henninger-Bräu. Volgende brouwerijen werden overgenomen:
- Unionbrauerei Groß-Gerau (gesloten in 1967)
- Engelbräu Heidelberg (gesloten in 1967)
- Brauerei Schrempp-Printz Karlsruhe (gesloten in 1970)
- Brauerei Heinrich Fels Karlsruhe (gesloten in 1971)
- Brauerei Schöfferhof Mainz (gesloten in 1971)
- Brauerei Engelhardt Bad Hersfeld (gesloten in 1973)
- Germania-Brauerei Wiesbaden (overgenomen van Henninger in 1972, gesloten in 1973)
- Oranien-Brauerei Dillenburg (gesloten in 1974)
- Brauerei Nicolay Hanau (gesloten in 1974)
- Bayerische Aktien-Bierbrauerei Aschaffenburg (gesloten in 1975)
- Gesellschaftsbrauerei Homberg/Efze (gesloten in 1976)
- Schwanenbräu Groß-Umstadt (gesloten in 1976)
- Schwanenbrauerei Kleinschmitt Schwetzingen (gesloten in 1978)
- Caspary Brauerei, Trier (overgenomen in 1978, gesloten in 1983)
- Städtische Brauerei Clausthal (gesloten in 1978)
- Guntrum-Bräu Bensheim (gesloten in 1979)
- Aktienbrauerei Ludwigshafen (gesloten in 1979)
- Murgtal-Brauerei Degler Gaggenau (gesloten in 1982)
- Fecher-Bräu Seligenstadt (gesloten in 1983)
- Mainzer Aktien-Bierbrauerei (overgenomen in 1969, gesloten in 1983)
- Städtische Brauerei Northeim (gesloten in 1984)
- Frankfurter Brauhaus AG (gesloten in 1987)
- Prinz-Bräu, voormalige Brauerei Steinhäusser Friedberg/Hessen
- Brauerei Habereckl Mannheim (gesloten in 1993)
- Bayerische Brauerei Kaiserslautern (gesloten in 1993)
- Herkules-Brauerei Kassel und deren Marke Schöfferhof (overgenomen in 1972, gesloten in 1999)
- Brauhaus J. Wörner Erbach (overgenomen in 1988, gesloten in 2006)
- Henninger-Bräu (overgenomen/gesloten in 2001/2002)

## Bieren
- Binding Adler-Pils
- Binding Export
- Binding Lager
- Binding Römer Pils
- Braumeisters Kraftmalz
- Carolus Doppelbock (van september tot maart)
- Clausthaler Classic (niet-alcoholisch)
- Clausthaler Extra Herb (niet-alcoholisch)
- Clausthaler Radler (niet-alcoholisch)
- Henninger Export
- Henninger Kaiser Pilsner
- Henninger Radler
- Schöfferhofer Weizen
- Habereckl Märzen